# Leucandra brumalis
Leucandra brumalis är en svampdjursart som beskrevs av Jenkin 1908. Leucandra brumalis ingår i släktet Leucandra och familjen Grantiidae.
Artens utbredningsområde är havet utanför Tanzania. Inga underarter finns listade i Catalogue of Life.